# Ácido fosfomolíbdico
Ácido fosfomolíbdico, também conhecido como ácido dodecamolibdofosfórico ou PMA (do inglês phosphomolybdic acid) é um composto com a fórmula química H
3[PMo
12O
40]
 ou H
3[PO
4(MoO
3)
12]
. É um componente das formulações do corante tricromo de Masson e do corante de Shorr. É um composto químico amarelo esverdeado, bastante solúvel em água e solventes orgânicos polares tal como o etanol. É usado como um reagente em cromatografia de camada delgada para fenólicos, ceras de hidrocarbonetos, alcalóides e esteróides.

## Características

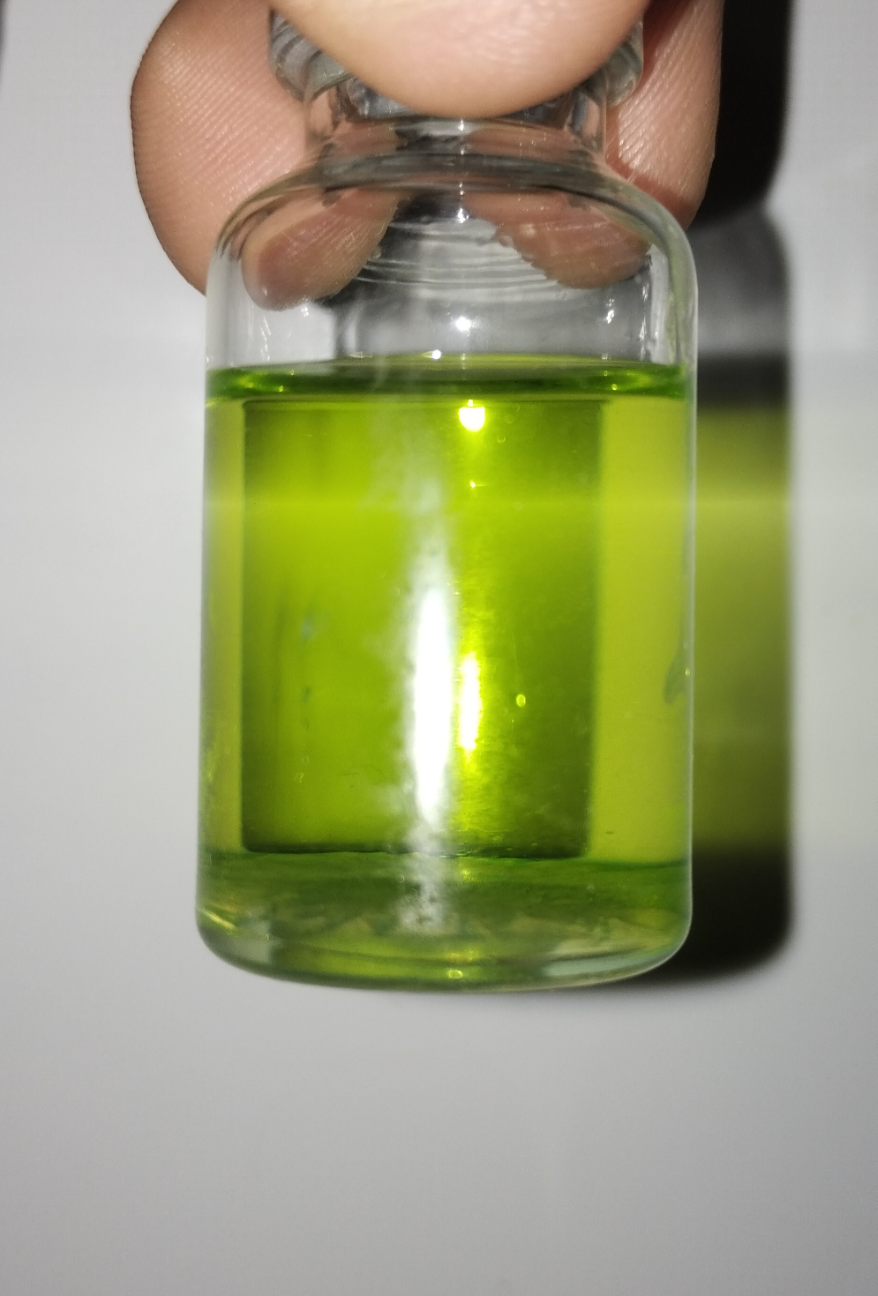
Solução alcoólica recém-preparada de ácido fosfomolíbdico.

Este composto é um heteropoliácido formado pela reação química entre o ácido fosfórico (H
3PO
4
) e o trióxido de molibdênio (MoO
3
). É isoestrutural com o ácido fosfotúngstico, H
3[PW
12O
40]
, um composto análogo que contém tungstênio. É um ácido bastante forte (por vezes considerado como um superácido) e um composto que exibe propriedades catalíticas devido à sua forte acidez, sendo frequentemente utilizado para esse fim em muitas reações orgânicas, geralmente em conjunto com um substrato de suporte como a sílica gel ou zircônia hidratada. O ácido fosfomolíbdico (bem como os sais de seu ânion, o fosfomolibdato) também exibe propriedades redox, sendo um agente oxidante capaz de sofrer redução de 1 até 4 elétrons, produzindo compostos de valência mista de molibdênio +6 e +5 (Hx[PMo
12O
40]
, em que X = 4, 5, 6 ou 7), os quais, diferentemente do ácido fosfomolíbdico original (X = 3), possuem uma forte cor azul escura:
H
3[PMo
12O
40]
(amarelado) + 1-4H+

 + 1-4e- ---> H4-7[PMo
12O
40]
(azul-escuro)

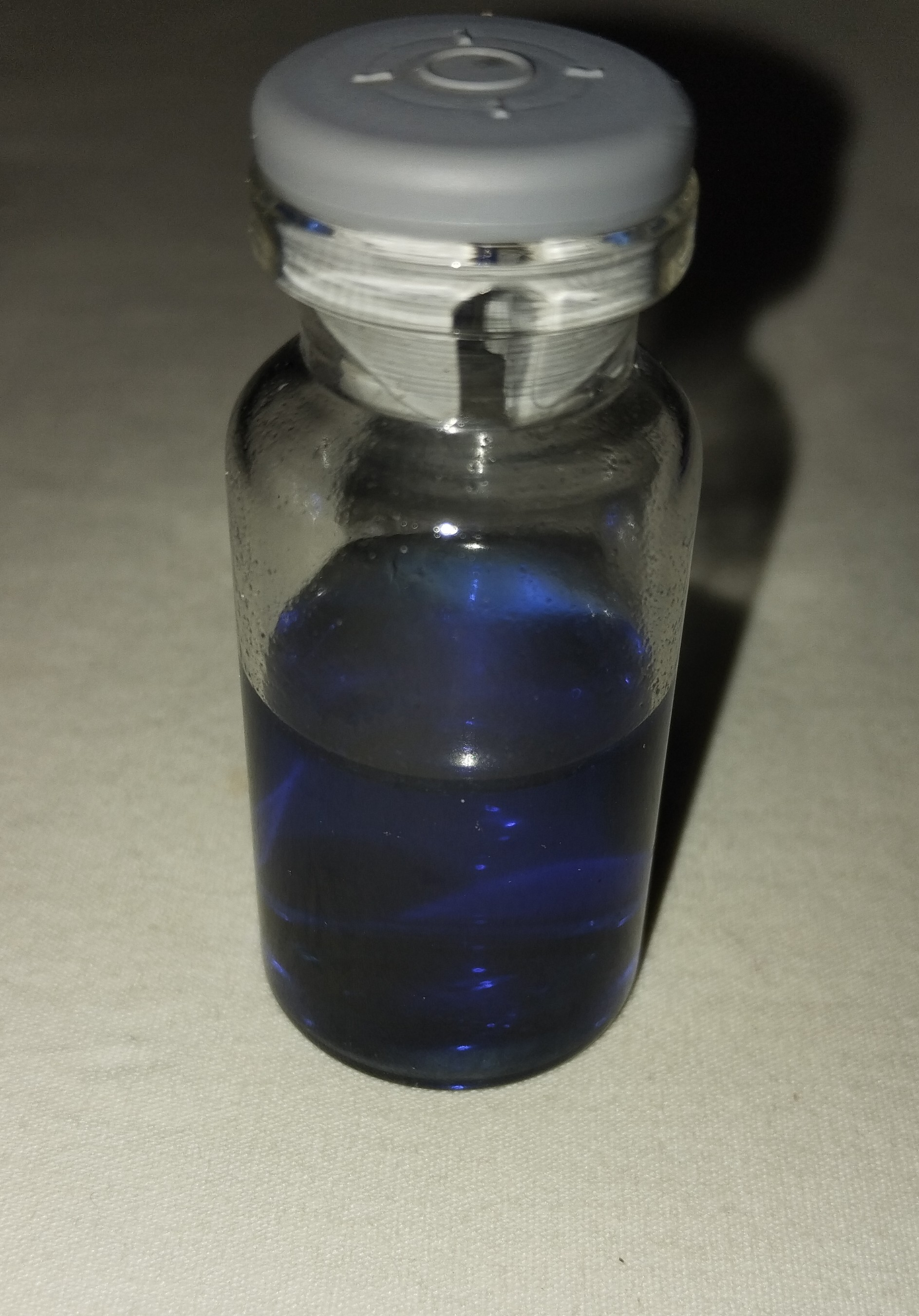
Solução alcoólica de ácido fosfomolíbdico reduzido após reagir com duas gotas de uma solução aquosa de sulfato de hidrazina, mostrando a cor azul escura característica dos heteropoliácidos reduzidos do molibdênio. O principal composto presente nessa amostra é provavelmente o derivado reduzido em um elétron, H_{4}PMo_{12}O_{40}.

Um sal bastante conhecido desse ácido é o fosfomolibdato de amônio, (NH
4)
3[PMo
12O
40]
, um composto amarelo-canário praticamente insolúvel em água que pode ser facilmente produzido a partir da reação entre o molibdato de amônio e ácido fosfórico ou algum sal de fosfato na presença de ácido nítrico. A formação do fosfomolibdato de amônio é um teste comum para detectar a presença de fosfatos em amostras.

## Estrutura

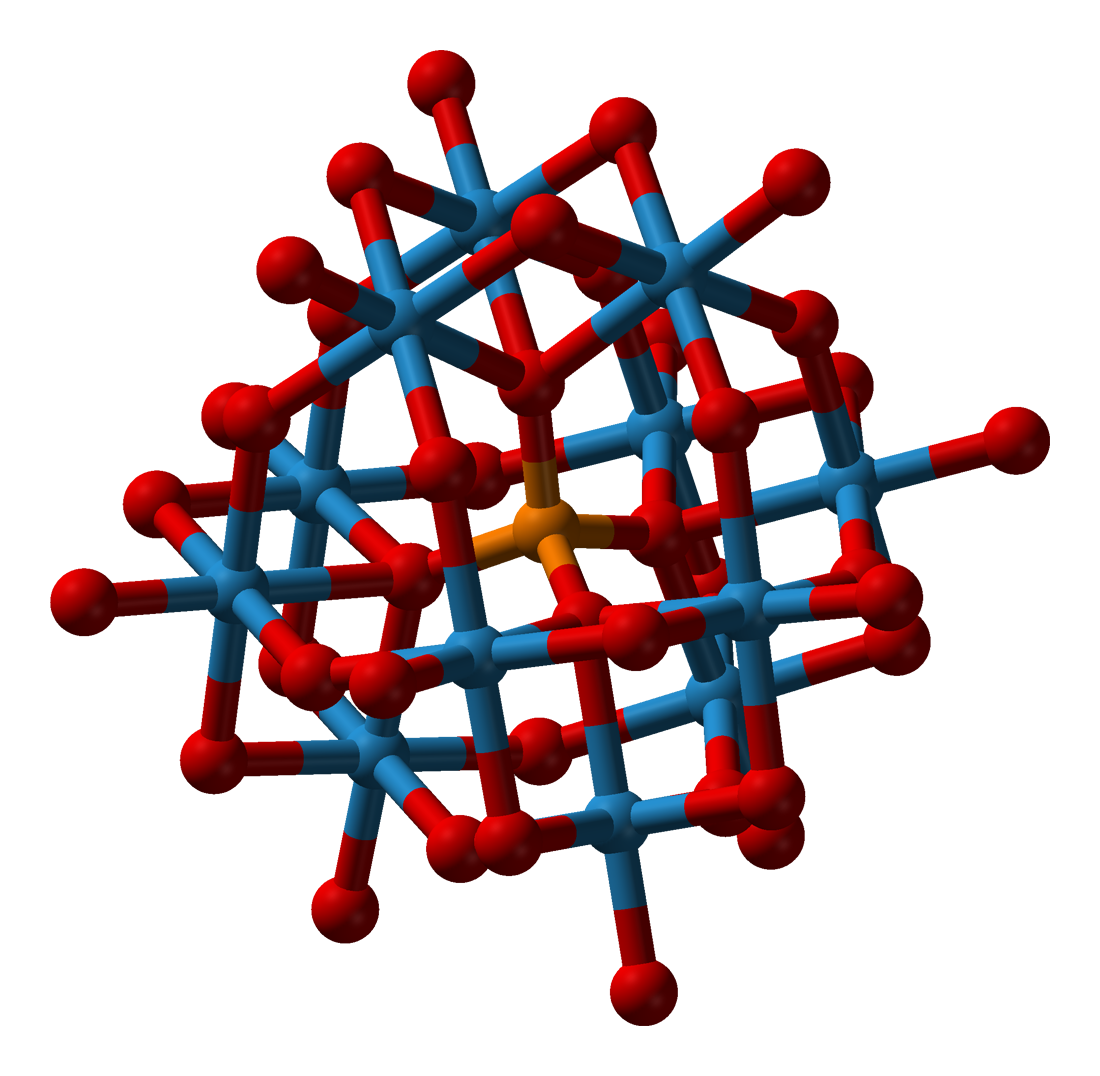
Estrutura de Keggin do ânion fosfomolibdato. Essa mesma estrutura também é compartilhada com o ânion fosfotungstato.

Esse ácido é um complexo de coordenação com uma estrutura complexa notável conhecida como estrutura de Keggin, em homenagem ao seu descobridor, o químico James F. Keggin.
A estrutura tem simetria tetraédrica completa e é composta de um heteroátomo (no caso o fósforo) cercado por quatro átomos de oxigênio para formar uma estrutura tetraédrica. Esses quatro oxigênios que coordenam o fósforo central também estão ligados, cada um, a três átomos de molibdênio. Os molibdênios na estrutura possuem todos coordenação octaédrica e estão cercados, cada um, por seis oxigênios. O heteroátomo está localizado centralmente e enjaulado por 12 unidades octaédricas MoO
6
 ligadas entre si por átomos de oxigênio compartilhados. Há um total de 24 átomos de oxigênio em ponte que ligam os átomos de molibdênio vizinhos entre si, além de doze átomos de oxigênio terminais ligados a cada cento de molibdênio (nove deles como grupos =O duplamente ligado, e três deles como –OH no ácido ou –O- no ânion). Os centros metálicos nos 12 octaedros estão dispostos em uma esfera quase equidistante um do outro, em quatro unidades Mo
3O
13
, dando à estrutura completa uma simetria tetraédrica geral. Os octaedros são ligeiramente distorcidos. A carga negativa do ânion está amplamente deslocalizada por toda a estrutura. 
A estrutura do ácido fosfomolíbdico e compostos relacionados é frequentemente representada em muitas publicações na internet de forma incorreta.

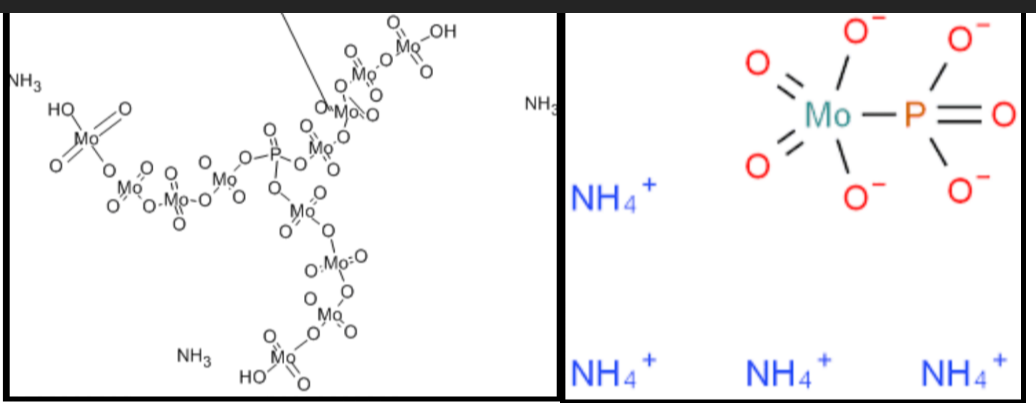
Algumas estruturas completamente incorretas do fosfomolibdato de amônio frequentemente encontradas em sites sobre o produto na internet.